# Hibiscus diriffan
Hibiscus diriffan är en malvaväxtart som beskrevs av Anthony G. Miller. Hibiscus diriffan ingår i Hibiskussläktet som ingår i familjen malvaväxter. Inga underarter finns listade i Catalogue of Life.